# Marten Vill
Marten Vill é um guitarrista estoniano de rock e um dos fundadores do Agent M.